# Диамантидис, Яннис
Яннис Диамантидис (греч. Γιάννης Διαμαντίδης, 1948, Пирей) — греческий политик. От 7 сентября 2010 до 17 июня 2011 года министр торгового флота и островной политики Греции.

## Биография
Яннис Диамантидис родился в 1948 году в Пирее. Изучал политические науки и экономику в Афинском университете. В студенческие годы принимал активное участие в студенческой борьбе против диктатуры «чёрных полковников», с 1965 года был членом организации Греческая демократическая молодежь (Ελληνική Δημοκρατική Νεολαία, ΕΔΗΝ). В том числе принимал участие в событиях, известных как Восстание в Афинском Политехническом университете.
С 1978 года был членом местного комитета ПАСОК, а в 1982 году стал одним из основателей Союза учёных Коридалоса (Ένωσης Επιστημόνων Κορυδαλλού). В 1985—1989 годы Яннис Диамантидис занимал должность вице-президента Совета директоров в Οlympic Catering. Впоследствии стал президентом филиала в Коридалосе Движения за национальную независимость, мир во всем мире и разоружение (ΚΕΑΔΕΑ, Κίνηση για την Εθνική Ανεξαρτησία, τη Διεθνή Ειρήνη και τον Αφοπλισμό). В 1986 году стал членом спортивного союза «Пегас» («Πήγασος»).
В ноябре 1989 года впервые избран депутатом Греческого парламента от партии ПАСОК. В ноябре 1996 года он избран секретарем Парламентского комитета по делам труда, а также по вопросам, касающимся Министерства морского флота. В октябре 2002 года избран председателем парламентской комиссии по культуре (переизбран в октябре 2003 года) и постоянным секретарем специального парламентского комитета, ответственный за отчетность о генеральный баланс государства.
После прихода к власти ПАСОК назначен 7 сентября 2010 года назначен министром торгового флота и островной политики Греции.
Яннис Диамантидис женат и имеет двух сыновей.